# Janina
Janina ist ein weiblicher Vorname.

## Herkunft
Der Name Janina ist das Diminutiv des slawischen Namens Jana, eine Form von Johanna/Johannes. Der Name ist hebräischen Ursprungs und bedeutet „der Herr ist gnädig“.
Namenstag ist der 30. Mai.
Die Namenspatronin ist Johanna von Orléans.

## Varianten
Weitere, ähnliche Verkleinerungsformen von Johanna sind Janine, Jeanine (franz.), Jannina, Gianina (ital.), Janiena, Jenaia, Janan, Janita, Jantine, Jani, Janini, Janinor, Nina, Nin, Nini.

## Namensträgerinnen
- Janina Altman (1931–2022), polnisch-israelische Chemikerin und Holocaustüberlebende
- Janina Bauman (1926–2009), polnische Überlebende des Warschauer Ghettos
- Gianina-Elena Beleagă (* 1995), rumänische Leichtgewichts-Ruderin
- Janina David (1930–2023), polnisch-britische Schriftstellerin
- Janina Depping (1978–2013), deutsche Rallyefahrerin
- Janina Elkin (* 1982), deutsche Schauspielerin
- Gianina Ernst (* 1998), deutsch-schweizerische Skispringerin
- Janina Fautz (* 1995), deutsche Schauspielerin
- Janina Fetlińska (1952–2010), polnische Politikerin
- Janina Flieger (* 1982), deutsche Fernseh-Schauspielerin
- Janina Youssefian (* 1982), deutsch-iranisches Model
- Janina Gavankar (* 1980), amerikanische Schauspielerin
- Janina-Kristin Götz (* 1981), deutsche Schwimmerin
- Janina Hartwig (* 1961), deutsche Schauspielerin
- Janina Haye (* 1986), deutsche Fußballspielerin
- Janina Hettich-Walz (* 1996), deutsche Biathletin
- Janina Janke (* 1974), deutsche Künstlerin, Regisseurin und Bühnenbildnerin
- Janina Kämmerer (* 1998), deutsche Tischtennisspielerin
- Janina Korn (* 1983), deutsche Schauspielerin, Musicaldarstellerin und Stand-up-Komikerin
- Janina Korowicka (* 1954), polnische Eisschnellläuferin und -Trainerin
- Janina Kugel (* 1970), deutsche Managerin und Volkswirtin
- Janina Lewandowska (1908–1940), polnische Pilotin im Zweiten Weltkrieg, Opfer des Massakers von Katyn
- Janina Miščiukaitė (1948–2008), litauische Sängerin und Musikerin
- Janina Nottensteiner (* 1977), deutsche Fernsehmoderatorin
- Janina Ochojska (* 1955), polnische humanitäre Aktivistin
- Janina Paradowska (1942–2016), polnische Journalistin
- Janina Prawalinskaja-Karoltschyk (* 1976), belarussische Kugelstoßerin, Olympiasiegerin 2000
- Janina Richter (* 1955), deutsche Schauspielerin und Synchronsprecherin
- Janina Rudenska (* 1984), deutsche Schauspielerin
- Janina Stopper (* 1989), deutsche Schauspielerin
- Janina Stripeikienė (* 1955), litauische Richterin
- Janina Szarek (* 1950), polnische Regisseurin, Schauspielerin, Theaterpädagogin
- Janina Toljan (* 1990), österreichische Tennisspielerin
- Janina Uhse (* 1989), deutsche Schauspielerin
- Janina Vilsmaier (* 1986), deutsche Filmschauspielerin und Regisseurin
- Janina Wirth (* 1966), deutsche Eiskunstläuferin
- Janina Minge (* 1999), deutsche Fußballspielerin